# Nankai série 12000
La série 12000 (12000系, 12000-kei) est un type de rame automotrice électrique exploité par la compagnie Nankai dans le sud d'Osaka au Japon.

## Description
La série comprend 2 rames fabriquées par Tokyu Car Corporation, composées de 4 voitures. Il existe une variante, la série 12000 de la compagnie Semboku.

## Histoire
Les rames sont entrées en service le 1er septembre 2011.

## Services
Les rames sont affectées aux services Limited Express Southern reliant la gare de Namba à celle de Wakayamashi ou Wakayamakō. Certaines rames ont effectué des services "Semboku Liner" vers la ligne Semboku Rapid Railway en raison de l'indisponibilité des rames habituelles.

## Galerie photos

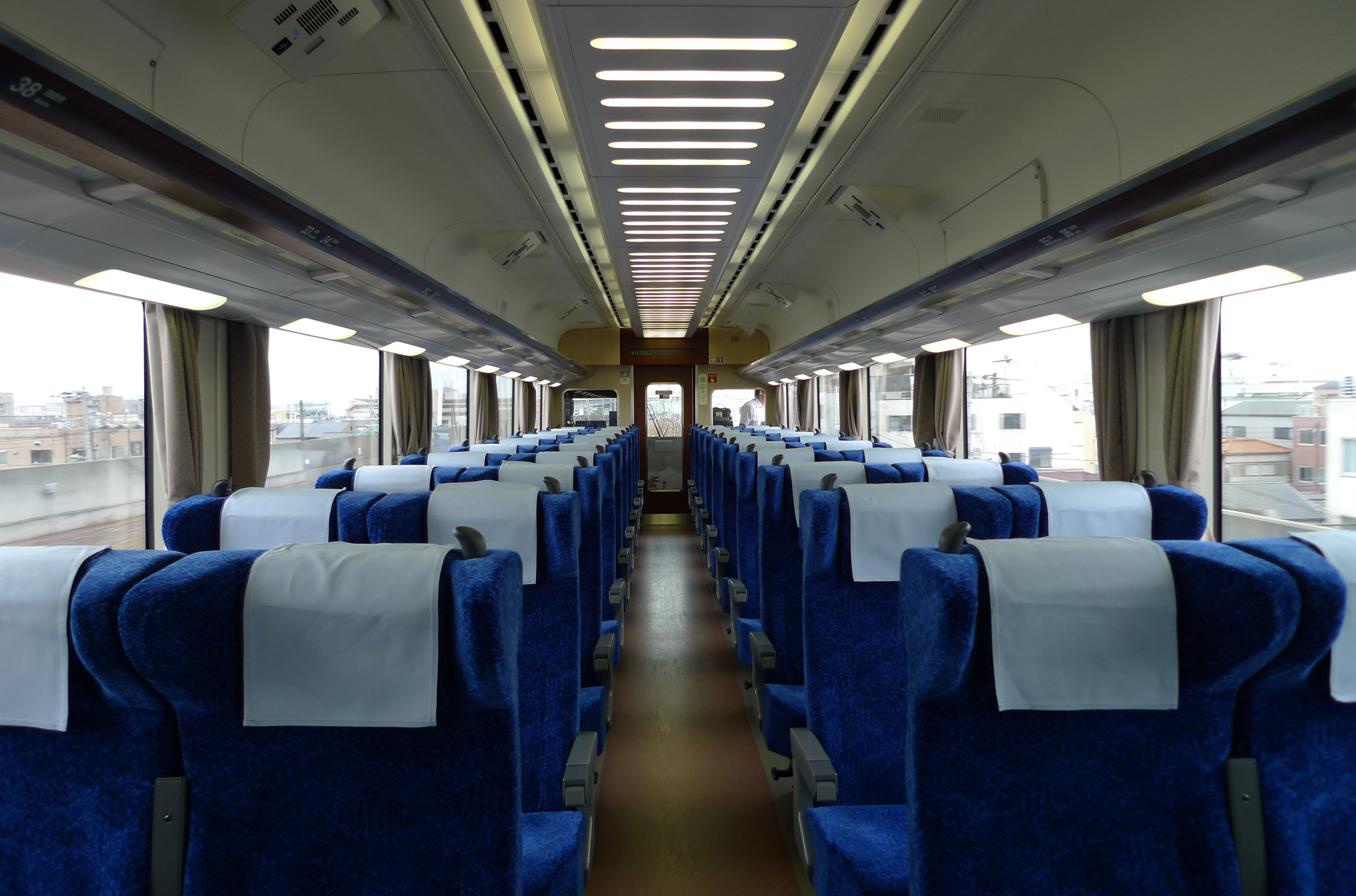
Espace voyageurs.
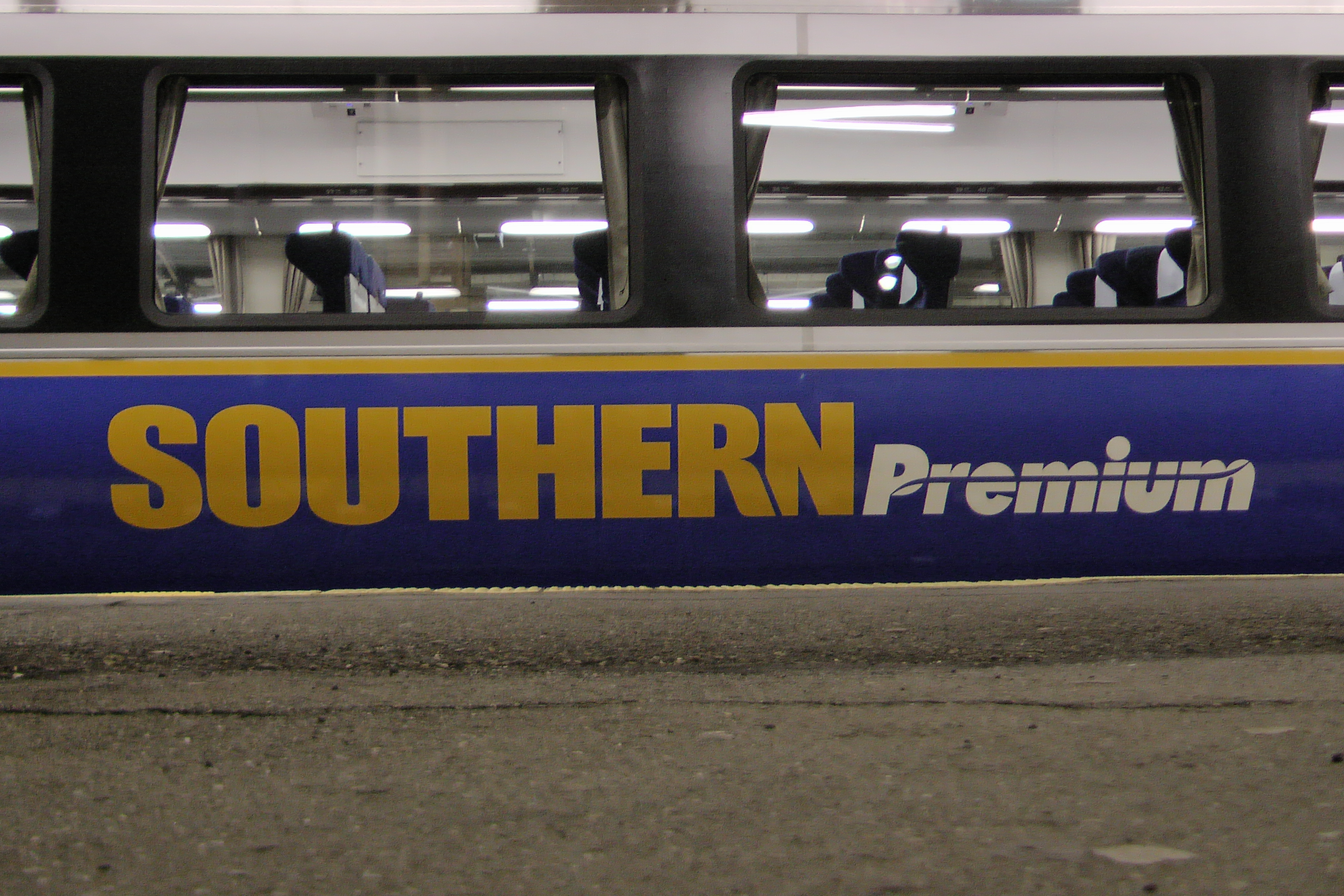
Logo Southern Premium.
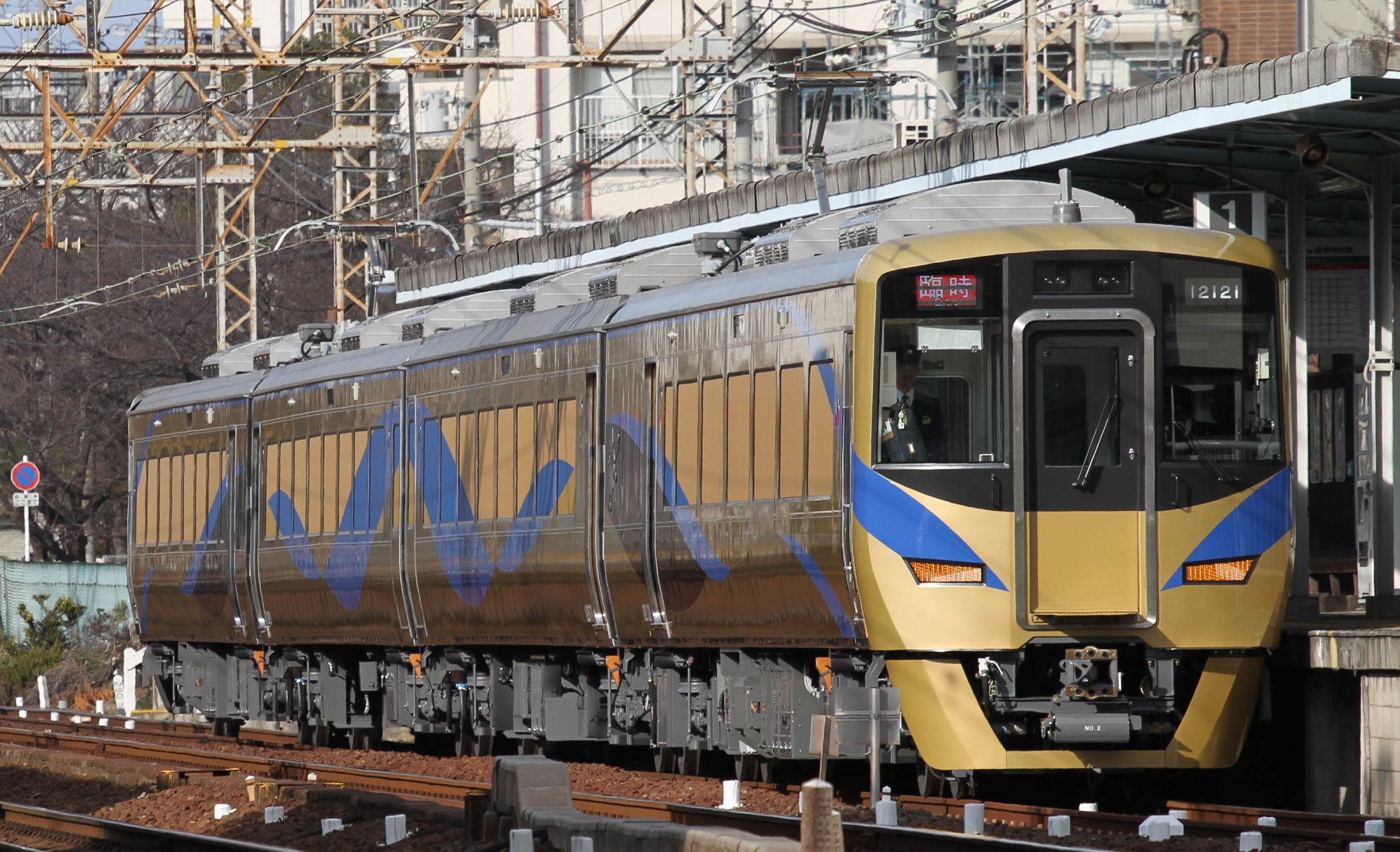
Rame Semboku série 12000.